# Теревака
Теревака (рап. Terevaka) — потухший щитовидный вулкан на острове Пасхи.
Высота вулкана над уровнем моря 511 метров, составляет основной горный массив острова.
Последнее извержение произошло в плейстоцене. Его лавы поля появились, как предполагают учёные, в промежутке между 110000 и 150000 лет назад.
Это самый крупный и самый молодой из трех основных потухших вулканов острова Пасхи. Его вершина является высшей точкой острова.
Самый высокий кратер вулкана Теревака носит название Рано-Арои (рап. Rano Aroi) (около 200 м). Собственно «Рано-Арои» — это название озера, заполняющего потухший кратер.
Другой кратер Теревака — Рано-Рараку (рап. Rano Raraku) (160 м) также представляет собой озеро с большим запасом пресной воды, окружённое зарослями тростника. Диаметр этого кратера — около 650 м.